# مونتيبارانو
مونتيبارانو (بالإيطالية: Monteparano)‏ هي بلدية في مقاطعة تارانتو في إقليم بوليا الإيطالي.

## السكان
في سنة 1861 بلغ عدد السكان 1٬506 نسمة، وتطور العدد ليصل في سنة 2011 لـ 2٬395 نسمة.
يظهر هذا المخطط البياني تطور النمو السكاني لـ مونتيبارانو